# Pierre runique de Fámjin
La pierre runique de Fámjin est l'une des trois pierres runiques retrouvée aux îles Féroé. Découverte à Fámjin, sur l'île de Suðuroy, elle est aujourd'hui abritée dans l'église de la ville.

## Description
Cette pierre est gravée de caractère latins et runiques. Elle est la plus récente des pierres runiques des îles Féroé et prouve un usage tardif des runes dans l'archipel. Datant du XVIe siècle elle est même postérieure à la réforme protestante de l'église nationale féroïenne.